# Tourdion
De tourdion is een dansvorm die populair was van het midden van de 15e tot het einde van de 16e eeuw.
De naam van de dans is afgeleid het Franse tordre, dat draaien betekent. De zeer levendige dans, die ontstaan is aan het hof van Bourgondië, verspreidde zich geleidelijk over heel Frankrijk.
De tourdion werd vaak afgewisseld met de basse danse, die voornaam en zeer langzaam was en dus sterk met de tourdion contrasteerde.

## Geschiedenis
De tourdion werd sterk gepopulariseerd door Pierre Attaignant, die in 1530 een verzameling dansen het licht deed zien, waarin ook een beroemde tourdion voorkomt, die gebaseerd is op een wijs die bekendstaat als La Magdalena. Deze tourdion is later, door een anonymus, omgezet in een vierstemmig drinklied, dat nog steeds vaak gezongen wordt:
Quand je bois du vin clairet
Ami tout tourne, tourne, tourne, tourne
Aussi désormais je bois Anjou ou Arbois
Chantons et buvons, à ce flacon faisons la guerre
Chantons et buvons, mes amis, buvons donc !
De vertaling luidt, ongeveer:
Wanneer ik Clairette-wijn drink, vriend,
dan gaat alles draaien, draaien, draaien
Dus drink ik tegenwoordig de wijn van Anjou of Arbois.
Laten we zingen en drinken, en de oorlog verklaren aan deze fles
Laten we zingen en drinken, vrienden, laten we dan drinken!
Later heeft Thoinot Arbeau een uitgebreide verhandeling over de tourdion gepubliceerd in zijn werk over dansen, de Orchésographie, dat in 1589 verscheen.